# Campethera maculosa
Campethera maculosa là một loài chim trong họ Picidae.